# West Coast Radio
 West Coast Radio  (WCR) (95.3 FM) ist ein privat betriebener Hörfunksender im westafrikanischen Staat Gambia. Der Sender, der 1997 gegründet wurde, gehört seit 2005 Peter Gomez und wird von ihm geleitet. WCR befindet sich in Serekunda-Manjai Kunda, die Reichweite geht bis nach Farafenni und weiten Teilen des benachbarten Senegal. Gomez und Dibbasey hatten auch mit Live-Streaming experimentiert. Seit dem 23. Juli 2009 ist das Radio wieder über Internet zu empfangen.
Das Programm wird hauptsächlich durch Musik gefüllt, daneben gibt es Nachrichten aus dem Bereich Sport, Kultur und Gesundheit. Der Bereich Politik ist expliziert ausgeklammert, so wurde der Sender auch nicht Ziel von Repressalien.
Um 2011 ist Peter Gomez der Geschäftsführer (Managing Director). Zu dieser Zeit gab es 40 Mitarbeiter, von denen 28 fest angestellt waren.